# Behind the Mask (Michael Jackson)
Behind the Mask is een nummer van de Amerikaanse artiest Michael Jackson. Het nummer werd opgenomen in 1981 voor het album Thriller, maar kwam er uiteindelijk niet op terecht. In december 2010 werd het nummer uitgebracht op het postuum verschenen album Michael. In februari 2011 werd het ook als derde single van dat album uitgebracht. Het nummer stond alleen in de hitlijsten in Wallonië. Op de singlehoes zien we Michaels ogen, zoals ook te zien op de hoes van het album.

## Videoclip
De music video van Behind the Mask is een project van Sony Music en MJJ Productions. In de music video dansen en zingen allerlei mensen op dit nummer. Het publiek had namelijk filmpjes mogen inzenden, mits deze aan enkele regels voldeden.

## Chronologie
- ca. 1980: Quincy Jones hoorde de Yellow Magic Orchestra's versie en bracht deze onder de aandacht van Michael Jackson.
- ca. 1981: Michael nam het nummer op.
- 1982: Het nummer werd niet geselecteerd voor het album Thriller.
- 2010: Behind the Mask werd gereedgemaakt en opnieuw gemixt voor het album Michael.
- 2011: Behind the Mask werd de derde single van het in december 2010 uitgekomen album Michael.
- 2022: De Behind The Mask demo werd de veertiende single op het album Thriller 40.

## Single
Download
1. Behind the Mask (albumversie) - 5'01"

Promotionele digitale single
1. Behind the Mask - 5'02"

Franse promotionele cd-single
1. Behind the Mask (radioversie) - 3'35"

7"-vinylsingle
1. Behind the Mask
2. Hollywood Tonight

### Uitgave
| Land      | Datum            | Uitgave     |
| --------- | ---------------- | ----------- |
| Frankrijk | 21 februari 2011 | promosingle |
| Frankrijk | 11 april 2011    | cd-single   |
| Italië    | 12 april 2011    | cd-single   |

### Hitnoteringen
Wallonië (België)
| Hitlijst (2011)      | Hoogste notering |
| -------------------- | ---------------- |
| Ultratip 50 Wallonië | 24               |